# 소프트웨어 고고학
소프트웨어 고고학(software archaeology) 또는 소스 코드 고고학(source code archeology)은 소프트웨어 유지 관리의 일환으로서 문서화가 부족하거나 되지 않은 레거시 소프트웨어 구현에 대한 연구를 말한다. 고고학으로부터 명명된 소프트웨어 고고학은 소프트웨어 모듈의 리버스 엔지니어링, 프로그램 구조를 이해하고 설계 정보를 복구하기 위한 도구와 다양한 프로세스를 포함한다.  소프트웨어 고고학은 제대로 설계되지 않았거나 사용되지 않은 소프트웨어 모듈을 만들어낸 기능부전의 팀 프로세스를 드러낼 수 있다.  이 용어는 수십 년 동안 사용되어 왔다. 그것은 꽤 자연스러운 은유이다. 프로그래머가 레거시 코드를 읽을 때 고대 문명의 잔해를 탐구 고고학자와 같은 상황과 비슷하게 느껴지기 때문이다.

## 같이 보기
- 리팩터링
- 어밴던웨어